# L̦

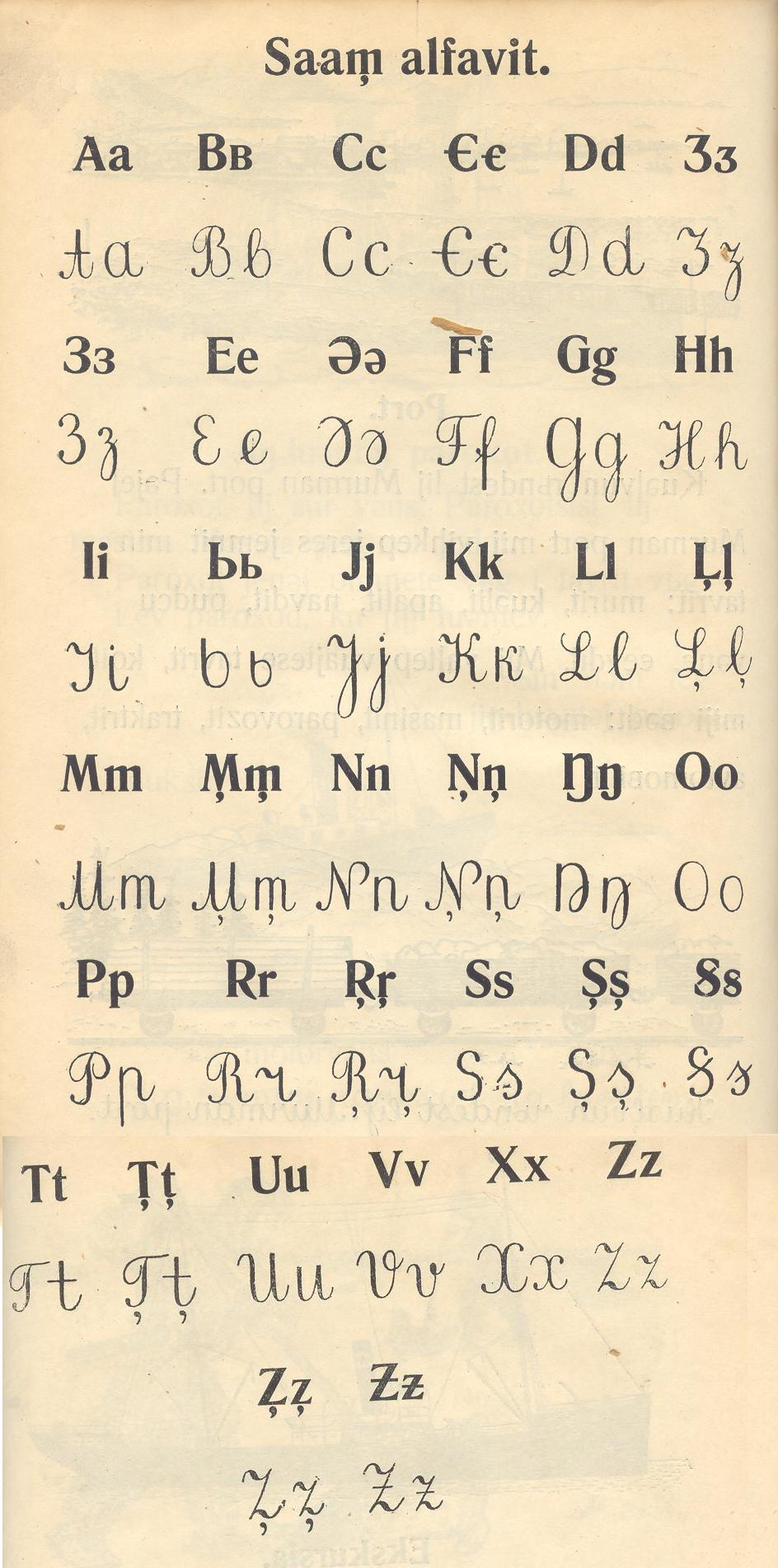
Das kildinsamische Alphabet von 1933 verwendete ebenfalls den Buchstaben L mit Komma.

L̦ l̦ (L mit Unterkomma) ist ein Buchstabe im heute nicht mehr gebräuchlichen lateinischen Alphabet des Kildinsamischen. Der Buchstabe repräsentiert einen palatalisierten Laut [lʲ].